# Euptychium
Euptychium là một chi rêu trong họ Pterobryaceae.